# Harry Connick, Jr.
Joseph Harry Fowler Connick, Jr. (11. září 1967 New Orleans, Louisiana, US) je americký zpěvák, hudebník a herec.

## Diskografie
- Dixieland Plus (1977)
- Pure Dixieland (1979)
- Harry Connick Jr. (1987)
- 20 (1988)
- When Harry Met Sally (1989)
- We Are in Love (1990)
- Lofty's Roach Souffle (1990)
- Blue Light, Red Light (1991)
- 25 (1992)
- When My Heart Finds Christmas (1993)
- She (1994)
- Star Turtle (1996)
- To See You (1997)
- Come by Me (1999)
- 30 (2001)
- Songs I Heard (2001)
- Thou Shalt Not (2002)
- Other Hours: Connick on Piano, Volume 1 (2003)
- Harry for the Holidays (2003)
- Only You (2004)
- Occasion: Connick on Piano, Volume 2 (2005)
- Harry on Broadway, Act I (2006)
- Oh, My NOLA (2007)
- Chanson du Vieux Carré : Connick on Piano, Volume 3 (2007)
- What a Night! A Christmas Album (2008)
- Your Songs (2009)
- In Concert on Broadway (2011)
- Music from The Happy Elf: Connick on Piano, Volume 4 (2011)
- Smokey Mary (2013)
- Every Man Should Know (2013)

## Filmografie
| Rok  | Název                 | Role                     | Poznámky |
| ---- | --------------------- | ------------------------ | -------- |
| 1990 | Memphiská kráska      | Sgt. Clay Busby          |          |
| 1991 | Človíček Tate         | Eddie                    |          |
| 1995 | Vraždy podle předlohy | Daryll Lee Cullum        |          |
| 1996 | Den nezávislosti      | kapitán Jimmy Wilder     |          |
| 1997 | Vyděrači              | Greg Kistler             |          |
| 1998 | Přístav naděje        | Justin Matisse           |          |
| 1999 | Železný obr           | Dean McCoppin            | hlas     |
| 1999 | Wayward Son           | Jesse Banks Rhodes       |          |
| 2000 | Můj pes Skip          | vypravěč                 |          |
| 2001 | Jižní Pacifik         | Lt. Joseph Cable         |          |
| 2001 | The Simian Line       | Rick                     |          |
| 2001 | Zamilovaná do vraha   | Daniel Gallagher         |          |
| 2003 | Zelené peklo          | Pete Vilmer              |          |
| 2004 | Mickey                | Glen Ryan (Tripp Spence) |          |
| 2005 | Šťastný skřítek       | Lil' Farley (vypravěč)   |          |
| 2007 | Brouk                 | Jerry Goss               |          |
| 2007 | P.S. I Love You       | Daniel Connelly          |          |
| 2008 | Živoucí důkaz         | Dr. Dennis Slamon        |          |
| 2009 | Holka z města         | Ted Mitchell             |          |
| 2011 | Můj přítel delfín     | Clay Haskett             |          |
| 2013 | Když andělé zpívají   | Michael Walker           |          |
| 2014 | Můj přítel delfín 2   | Clay Haskett             |          |

| Rok       | Název                                     | Role                         | Poznámky                                                                          |
| --------- | ----------------------------------------- | ---------------------------- | --------------------------------------------------------------------------------- |
| 1992      | Super Bowl XXVI                           | sám sebe                     | zahrál „The Star Spangled Banner“                                                 |
| 1992      | Na zdraví                                 | Russell Boyd                 | epizoda: „Diminished Rebecca with a Suspended Clif“                               |
| 1994      | Ghostwriter                               | sám sebe                     | epizoda: „What's Up with Alex?: Part 1“                                           |
| 1997      | Action League Now!                        | Big Baby (voice)             | epizoda: „Rock-A-Big-Baby“                                                        |
| 2001      | Evening at Pops                           | sám sebe                     |                                                                                   |
| 2002–2006 | Will a Grace                              | Leo Markus                   | 23 epizod                                                                         |
| 2008      | This Old House                            | sám sebe                     | epizoda: „New Orleans Project: Part 1“                                            |
| 2009      | Hey Hey It's Saturday: The Reunion        | sám sebe                     |                                                                                   |
| 2009      | Australian Idol                           | sám sebe                     |                                                                                   |
| 2010      | American Idol                             | sám sebe                     |                                                                                   |
| 2012      | Zákon a pořádek: Útvar pro zvláštní oběti | Executive A.D.A. David Haden | epizody: „Official Story“, „Father's Shadow“, „Hunting Ground“ a „Justice Denied“ |
| 2013      | American Idol                             | sám sebe                     |                                                                                   |
| 2014      | American Idol                             | sám sebe                     | 13. série s Jennifer Lopez a Keithem Urbanem                                      |
| 2015      | American Idol                             | Himself - judge              | 14. série s Jennifer Lopez a Keithem Urbanem                                      |

| Rok  | Název                                      | Role             | Poznámky                          |
| ---- | ------------------------------------------ | ---------------- | --------------------------------- |
| 1990 | Carly in Concert: My Romance               | hostující umělec |                                   |
| 1993 | The Harry Connick Jr. Christmas Special    | sám sebe         | CBS special                       |
| 1998 | Harry Connick Jr.: Romance in Paris        | sám sebe         | PBS special                       |
| 1999 | The Worlds of Harry Connick Jr.            | sám sebe         |                                   |
| 2003 | Harry for the Holidays                     | sám sebe         | NBC special                       |
| 2004 | Only You: In Concert                       | sám sebe         | PBS special                       |
| 2007 | 100 Biggest Weather Moments                | moderátor        |                                   |
| 2007 | Note by Note: The Making of Steinway L1037 | sám sebe         |                                   |
| 2010 | Daytona 500                                | sám sebe         | zahrál „The Star-Spangled Banner“ |
| 2013 | World Series                               | sám sebe         | zahrál „The Star-Spangled Banner“ |